# 9067 Katsuno
9067 Katsuno (1993 HR) là một tiểu hành tinh vành đai chính được phát hiện ngày 16 tháng 4 năm 1993 bởi K. Endate và K. Watanabe ở Kitami.